# RCD Mallorca
Real Club Deportivo Mallorca (RCD Mallorca), eller bara Real Mallorca, är en fotbollsklubb från Palma, Mallorca i Spanien som grundades 1916. Det är den dominerande klubben på ögruppen Balearerna. Hemmaarenan heter Estadi de Son Moix. Sedan 2021 spelar klubben i La Liga, första ligan.

## Historia

### Grundandet
I mars 1916 startades klubben Junta Directiva del Alfonso XIII FBC av Adolfo Vázquez. Han namngav den efter Alfons XIII av Spanien. Klubbens första hemmaarena hette Buenos Aires. 1917 döptes klubben om till Real Sociedad Alfonso XIII. Men man fick inte behålla namnet på grund av politiska skäl.
Den 22 september 1945 invigdes deras nya arena Es Fortí. 1960 spelade man för första gången i La Liga.

### Cupvinnarcupen och Spanska cupen
1999 gick Mallorca överraskande till final i Cupvinnarcupen, men föll mot italienska Lazio. Säsongen 2002/2003 kom Mallorca på en nionde plats i tabellen och vann den Spanska cupen då de besegrade Recreativo de Huelva med 3-0 i finalen.

### Konkurs och nya ägare
Den 22 juli 2008 försökte den engelske företagaren Paul Davidson köpa upp 96 procent av klubben. Han var villig att betala cirka 600 miljoner kronor. 2009 köptes klubben av Mateo Alemany.
I maj 2010 gick Mallorca i konkurs på grund av klubbens enorma skulder. Trots konkursen överraskade laget stort, då man lyckades kvalificera sig för Europa League. Man fick dock inte spela turneringen. I juli samma år meddelades det att den gamla tränaren Lorenzo Serra Ferrer och Rafael Nadal hade köpt klubben.
Den 5 januari 2016 blev NBA-profilerna Robert Sarver, Andy Kohlberg och Steve Nash ägare för klubben under namnet Liga ACQ Legacy Partners.

## Truppen 2019/2020
| 1  | Spanien | Manolo Reina  | 1 april 1985     | Villanueva del Trabuco, Spanien | Gimnàstic    |
| 13 | Spanien | Fabricio      | 31 december 1987 | Las Palmas, Spanien             | Fulham (lån) |
| 25 | Spanien | Miquel Parera | 18 maj 1996      | Manacor, Spanien                | Mallorca B   |

| 2  | Spanien   | Joan Sastre       | 30 april 1997    | Porreres, Spanien            | Mallorca B        |
| 3  | Ghana     | Lumor Agbenyenu   | 15 augusti 1996  | Accra, Ghana                 | Sporting CP (lån) |
| 5  | Spanien   | Xisco Campos      | 10 mars 1982     | Binissalem, Spanien          | Ponferradina      |
| 15 | Spanien   | Fran Gámez        | 27 juli 1991     | Sagunto, Spanien             | Saguntino         |
| 18 | Grekland  | Leonardo Koutris  | 23 juli 1995     | Ribeirão Preto, Brasilien    | Olympiakos (lån)  |
| 20 | Serbien   | Aleksandar Sedlar | 13 december 1991 | Novi Sad, Jugoslavien        | Piast Gliwice     |
| 21 | Spanien   | Antonio Raíllo    | 8 oktober 1991   | Córdoba, Spanien             | Espanyol          |
| 24 | Slovakien | Martin Valjent    | 11 december 1995 | Dubnica nad Váhom, Slovakien | Chievo            |
| —  | Ghana     | Baba Rahman       | 2 juli 1994      | Tamale, Ghana                | Chelsea (lån)     |

| 4  | Spanien         | Josep Señé     | 10 december 1996 | Sant Cugat, Spanien          | Cultural Leonesa  |
| 6  | Spanien         | Marc Pedraza   | 6 februari 1987  | Barcelona, Spanien           | Numancia          |
| 7  | Spanien         | Alejandro Pozo | 22 februari 1999 | Huévar del Aljarafe, Spanien | Sevilla (lån)     |
| 8  | Spanien         | Salva Sevilla  | 18 mars 1984     | Berja, Spanien               | Espanyol          |
| 11 | Elfenbenskusten | Lago Junior    | 31 december 1990 | Abidjan, Elfenbenskusten     | Mirandés          |
| 12 | Ghana           | Iddrisu Baba   | 22 januari 1996  | Accra, Ghana                 | Mallorca B        |
| 14 | Spanien         | Dani Rodríguez | 6 juni 1988      | Betanzos, Spanien            | Albacete          |
| 16 | Frankrike       | Yannis Salibur | 24 januari 1991  | Saint-Denis, Frankrike       | Guingamp          |
| 23 | Spanien         | Aleix Febas    | 2 februari 1996  | Lleida, Spanien              | Real Madrid B     |
| 26 | Japan           | Takefusa Kubo  | 4 juni 2001      | Kawasaki, Japan              | Real Madrid (lån) |

| 9  | Spanien        | Abdón                 | 17 december 1992 | Artà, Spanien                   | Racing Santander |
| 17 | Nordmakedonien | Aleksandar Trajkovski | 5 september 1992 | Skopje, Makedonien              | Palermo          |
| 19 | Argentina      | Pablo Chavarría       | 2 januari 1988   | Las Perdices, Argentina         | Reims            |
| 22 | Kroatien       | Ante Budimir          | 22 juli 1991     | Zenica, Bosnien och Hercegovina | Crotone          |
| 29 | Colombia       | Cucho Hernández       | 22 april 1999    | Pereira, Colombia               | Watford (lån)    |

### Utlånade spelare
| Nr | Land      | Pos | Namn                                              |
| -- | --------- | --- | ------------------------------------------------- |
| —  | Frankrike | F   | Pierre Cornud (utlånad till Ibiza)                |
| —  | Argentina | F   | Franco Russo (utlånad till Ponferradina)          |
| —  | Frankrike | MF  | Enzo Lombardo (utlånad till Racing Santander)     |
| —  | Peru      | MF  | Bryan Reyna (utlånad till Las Rozas)              |
| —  | Spanien   | MF  | Iñigo Ruiz de Galarreta (utlånad till Las Palmas) |
| —  | Spanien   | MF  | Antonio Sánchez (utlånad till Mirandés)           |
| —  | Spanien   | MF  | Pablo Valcarce (utlånad till Ponferradina)        |

| Nr | Land    | Pos | Namn                                    |
| -- | ------- | --- | --------------------------------------- |
| —  | Spanien | A   | Álex Alegría (utlånad till Extremadura) |
| —  | Spanien | A   | Sergio Buenacasa (utlånad till Málaga)  |
| —  | Spanien | A   | Carlos Castro (utlånad till Lugo)       |
| —  | Spanien | A   | Álex López (utlånad till Extremadura)   |
| —  | Spanien | A   | Moyita (utlånad till Rayo Majadahonda)  |
| —  | Spanien | A   | Stoichkov (utlånad till Alcorcón)       |
| —  | Serbien | A   | Igor Zlatanović (utlånad till Numancia) |

## Statistik

### Flest spelade matcher

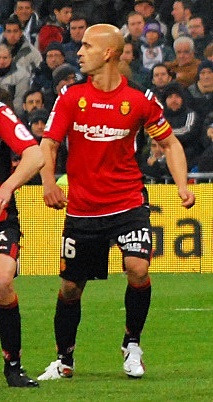
José Nunes.

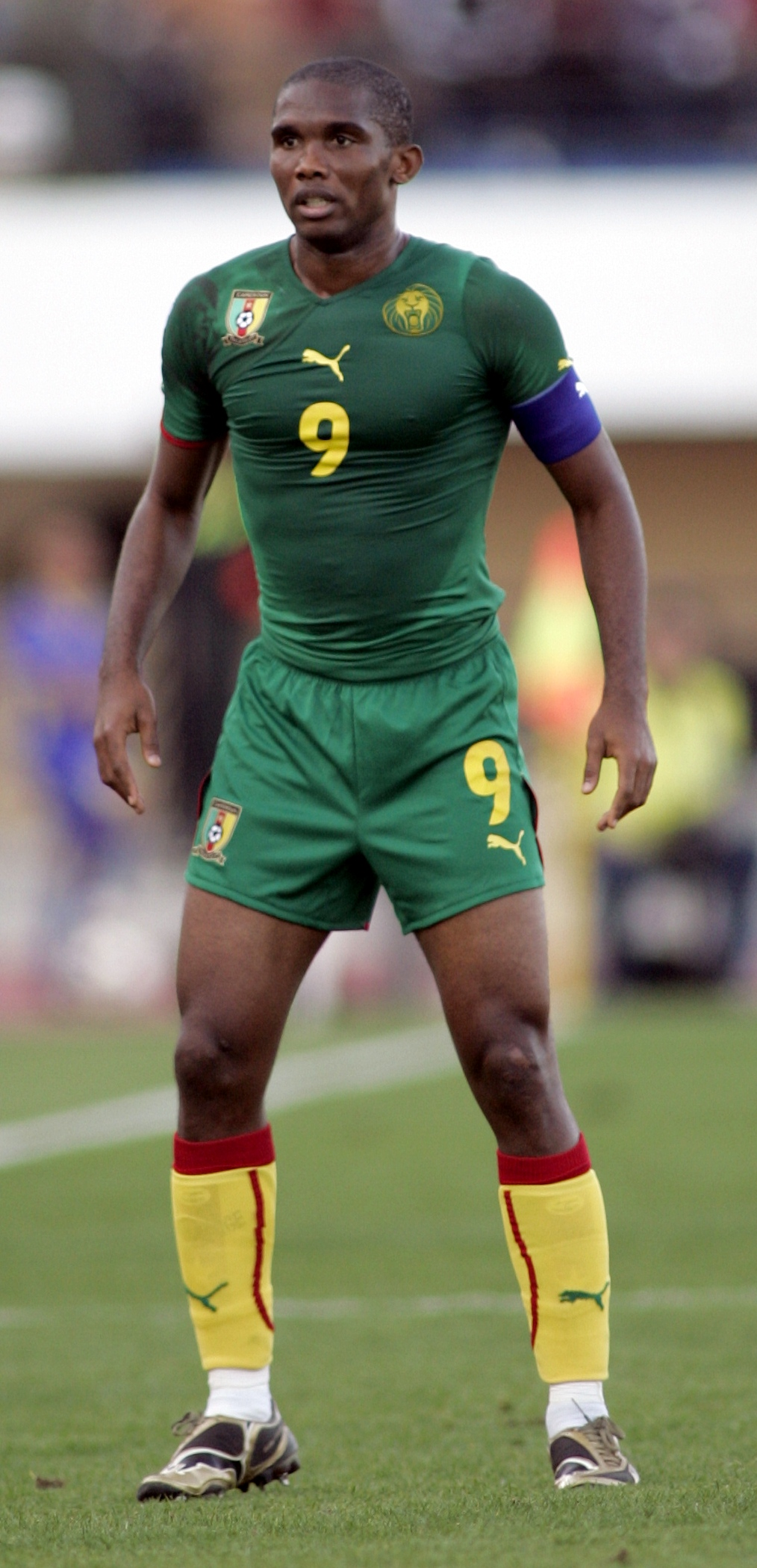
Samuel Eto'o.

| Nr | Namn                       | Matcher |
| -- | -------------------------- | ------- |
| 1  | Miguel Ángel Nadal         | 255     |
| 2  | José Nunes                 | 222     |
| 3  | Javier Olaizola Rodríguez  | 206     |
| 4  | Ariel Ibagaza              | 204     |
| 5  | Víctor Casadesús           | 197     |
| 6  | Juan Arango                | 183     |
| 7  | Marcos Martín de la Fuente | 171     |
| 8  | Francisco Soler Atencia    | 168     |
| 9  | Iván Ramis                 | 164     |
| 10 | Josep Lluis Martí Soler    | 161     |

### Bästa målskyttar
| Nr | Namn             | Mål |
| -- | ---------------- | --- |
| 1  | Samuel Eto'o     | 54  |
| 2  | Juan Arango      | 46  |
| 3  | Víctor Casadesús | 37  |
| 4  | Daniel Güiza     | 28  |
| 5  | Pierre Webó      | 27  |

### Rekord
- Bästa La Liga-placering: 3:a (1998/1999, 2000/2001)
- Största La Liga-seger: 7–1 mot Recreativo de Huelva (9 mars 2008)
- Största La Liga-förlust: 7–0 mot Atlético Madrid (7 februari 1988)

## Meriter
- Copa del Rey: (2003)
- Supercopa de España: (1998)
- Segunda División: (1959/1960, 1964/1965)
- Segunda División B: (1980/1981)